# エイプリル・フール (バンド)
エイプリル・フール（Apryl Fool）は、1969年に活動した日本のロックバンド。

## 概略
1969年4月1日結成。グループ・サウンズ流行下、1968年8月に日本コロムビアからデビューしたザ・フローラルが前身。ザ・フローラルのベーシストとドラマーを変更、あわせてバンド名も改称。名前の由来は結成日と、「この名前にしておけば、かなり自由なことを練られずに、或いは無責任にやれる」ということから。
メンバーの交代と前後して、英米のアート・ロック／サイケデリック・ロックの代表格だったアイアン・バタフライ、ヴァニラ・ファッジやドアーズなどのような、オルガンによるロックを中心メンバー柳田博義が志向。1969年に日本で流行したブルース・ロック（ギター主体のザ・ゴールデン・カップス、ブルース・クリエイション、ザ・モップスなど）と異なり、ピアノ、キーボード中心のアレンジによる録音を残している。英米ロックを標榜した日本の「ニューロック」において、先駆的バンドの一つであった。
その後のはっぴいえんどが展開する、言葉や日本語に重点を置いたシンガーソングライターブームと呼応した「風街世界」とは異なり、器楽演奏を中心とする、電気楽器や音響機器による実験音楽的要素が色濃い。詞はベトナム戦争、学生運動、サイケデリック・ロックなどの影響で、世紀末的なメッセージ色が強く、テーマはシュールリアリズム、退廃、堕落にあり、また表現主義的で英語と日本語両方それぞれで作詞されている。日本語詞では松本隆がアマチュア・バンド「バーンズ」のオリジナル曲「暗い日曜日」（有名シャンソン曲とは同名異曲）を提供している。

## メンバー
- 小坂忠 - ボーカル
- 菊池英二 - ギター
- 柳田博義 - キーボード
- 細野晴臣 - ベース
- 松本零（松本隆） - ドラムス

## 経歴

### 1968年
- 2月11日[2]、モンキーズファンクラブ日本支部の企画で結成されたGSバンド「ザ・フローラル」結成。同バンドは、モンキーズの日本のファンクラブを運営していたミュージカラーレコードが当時のGSブームを背景にファンクラブからバンドを生み出すことを考え、オーディションを開催、合格した小坂忠（ヴォーカル）に柳田ヒロ（キーボード、ギター）、杉山喜一（ベース）、義村康市（ドラム）、菊池英二（ギター）が加わって結成された[3][4]。コンセプト、衣装、楽器デザイン、作詞をイラストレーターの宇野亜喜良が手掛けた[5]。
- 8月15日、シングル「涙は花びら」（作詞：宇野亜喜良、作曲：村井邦彦）でデビュー。
- 10月、シングル「さまよう船」（作詞：山上路夫、作曲：村井邦彦）発売。3・4日のザ・モンキーズ来日公演で前座と、3曲ほどバッキングを担当[2]。

### 1969年
- ピンキー・チックスのシングル「悲しき恋のバラード」の演奏をザ・フローラルが担当。
- 4月1日、その後GSブームの下火により会社側から方向転換を強いられ[3]、メンバー交代。小坂、柳田、菊池の3人を残し、柳田の兄のバンド「ドクターズ」のベーシストだった細野晴臣と彼が当時参加していたバンド「バーンズ」のドラマーであった松本隆（松本零）を勧誘し1969年2月再編。細野のアイデアを採用し、バンド名を改称。
- 4月、アルバム『APRYL FOOL』レコーディング。
- 5月、新宿のゴーゴークラブ「パニック」に専属出演[2]。
- 春〜夏、吉田喜重監督の映画『エロス+虐殺』のサウンドトラックをレコーディング。音楽監督は一柳慧。
- 6月頃、細野・小坂・松本（アメリカン・ロック、フォーク・ロック、日本語ロック指向）と柳田・菊池（ブリティッシュ・ロック、プログレッシヴ・ロック、インプロヴィゼーション指向）の二派で音楽的亀裂が決定的となり解散が決まる。その後暫く残務処理が続く。
- 9月12日、TBS「ヤング720」に出演[2]。
- 9月15 - 22日、東京キッドブラザースのロック・ミュージカル「東京キッド」の劇伴を演奏。
- 9月27日、アルバム『APRYL FOOL』発売。日消ホールでアルバム発売記念フリーコンサート。
- 10月15日、東京キッドブラザースのロック・ミュージカル「続・黄金バット」で演奏。
- 10月26日、銀座「ジャンク」でラスト・ライヴ。
- 10月28日、細野と松本が大瀧詠一、鈴木茂を引き入れて「バレンタイン・ブルー」を結成し初ライヴ。後にはっぴいえんどとなる。
- 年末、東京キッドブラザースのレコード『LOVE & BANANA』発売。演奏をエイプリル・フールが担当。

### 1970年
- 4月、日本コロムビアより『エロス+虐殺』サウンドトラック発売。

## ディスコグラフィ

### スタジオ・アルバム
- APRYL FOOL（1969年9月27日） - Musicolor Record / COLUMBIA LP:YS-10068-J ※ボブ・ディランの「プレッジング・マイ・タイム」をカバー。アルバム・ジャケットの写真は荒木経惟。「外国での反響を知る為には英語でないと…」[6]との考えにより日本語曲は「組曲：母なる大地」と「暗い日曜日」のみ。

### その他
- LOVE & BANANA（1969年末） - ミュージカラー LP:番号なし ※東京キッドブラザースのロック・ミュージカルの劇中歌をスタジオ録音した17センチLP。
- エロス+虐殺 / ジャズ・ロック（1970年） - LP:BSS-52 ※サウンドトラックB面の「ジャズ・ロック」を演奏（インストにつき小坂は不参加。細野も不参加と『HOSONO BOX』のブックレットに記載）。

ザ・フローラル
ピクチャー・ディスク製造の専門会社からデビューした、エイプリル・フールの前身バンド。小坂、菊池、柳田が参加。
- 涙は花びら（1968年8月） - ミュージカラー / 日本コロムビア EP:MA1
  - 涙は花びら
  - 水平線のバラ
- さまよう船（1968年10月） - ミュージカラー / 日本コロムビア EP:MA2
  - さまよう船
  - 愛のメモリー